# 噪音降低
噪音降低，又稱降噪，是指從信號中去除噪音或雜訊成分。無論是類比或是數位訊號，若然有信號的存在，皆會受到噪音的影響。其中，實屬聲音和圖像的降噪技術最為切合人們的生活需求（如：耳機的降噪功能、圖像的雜訊去除）。

## 噪音介紹
噪音可以是有規律頻率分布的隨機噪音（如：白噪音），或者由機器與設備，或是演算法引進的噪音，後者會跟著頻率有所浮動。以下舉幾個噪音的常見例子：
- 在電子系統中，主要的噪音為電子受熱運動，而產生的熱擾動雜訊（詹森–奈基斯特雜訊），又因為其聲音類似風聲而被稱為Hiss。熱擾動雜訊可以經由輸出訊號的增減來建立出規律，藉此消除此噪音干擾。
- 在聲音訊號中，又分為低頻的雜音（稱為Hum）、像風聲的雜音（稱為Hiss）以及高頻的雜音（稱為Buzz），各有不同的成因。舉例來說，若以音箱為設備發出的三種雜音來看，Hum可能來自接地線的問題，要檢查電源是否反向、周邊器材與電器的連接；Hiss則可能是因為音箱中的真空管老舊而產生的問題；Buzz則可能是由於遭到其他訊號干擾，需要做Shielding才能排除問題。
- 在攝影底片與磁帶的雜訊，多是來自材質本身的顆粒結構（Film Grain （页面存档备份，存于））問題。在攝影底片中，底片中顆粒的大小決定了底片的靈敏度，靈敏度較高的底片具有較大的顆粒大小。而在磁帶中，磁性粒子的顆粒越大，媒介就越容易產生噪音。使用更大面積的底片或磁帶，有機會降低噪音到可接受的水平。

## 常見需降噪之應用領域及其降噪方式
以下將透過介紹數個常見的噪音種類及其解決方式對降噪進行相應的說明

### 地震數據採集
在地震數據採集中，由於無感的地震訊號十分微弱，增強信號對於地震成像、震源反推與整個地震活動的詮釋都極為重要。其中，在探勘石油與天然氣時，可以利用此技術降噪，提高油氣勘探的成功率。由於真實信號在背景的隨機噪音中相對難以辨認，在分析訊號時常常被忽略，最終導致重建地震事件時，判斷出錯誤的不連續性和瑕疵。因此，通過減弱隨機噪音來增強有用信號，並保留地震剖面的邊緣特性，可以降低地震事件分析的錯誤率，以及對油氣檢測誤判的風險。

### 聲音雜訊
聲音雜訊是指在音訊中，存在的額外聲音成分。這些聲音成分可能是來自環境噪聲、設備噪聲、信號傳輸中的干擾或其他外部干擾源。聲音雜訊可以對音訊品質和清晰度產生負面影響，降低聆聽體驗和語音辨識的準確性。
常見的降噪方式有四種，為單端預錄（Single-Ended Pre-Recording）、單端嘶聲降噪（Single-Ended Hiss Reduction）和編解碼器（Codec）或雙端系統（Dual-Ended Noise Reduction System）。
- 單端預錄 （页面存档备份，存于）（Single-Ended Pre-Recording）（如：Dolby HX Pro）

在單端預錄中，聲音雜訊在錄製過程中會同時記錄下來，並在後續的處理中，使用降噪演算法進行處理。其目標是從錄製好的音訊中，去除或減少噪聲成分，以提高聲音的清晰度和質量。
- 單端嘶聲降噪 （页面存档备份，存于）（Single-Ended Hiss Reduction）（如：DNL或DNR）

單端嘶聲降噪，會針對如嘶聲（Hiss）一般的噪音，進行降噪。常用於音訊錄製和播放設備中。此類雜訊通常是由設備自身的電子元件，或信號傳輸中的干擾引起的高頻噪聲。此時演算法會專注於去除或減少嘶聲噪聲的成分，以提高音訊的品質和清晰度。這些算法通常基於信號處理和統計分析技術（如：頻遇濾波、自適應濾波與頻譜修復）
- 單端表面噪音減少 （页面存档备份，存于）（Single-Ended Surface Noise Reduction）（如：CEDAR和早期的SAE 5000A）

表面噪音是指由於磁帶、唱片或其他媒介的表面有瑕疵或損害，因而引起的噪音現象。單端表面噪音減少即是針對此問題作處理。經常應用在播放唱片時，解決刮痕、爆音和表面非線性問題。像是相位線性自動降噪（Phase Linear Autocorrelator Noise Reduction），和動態範圍恢復系統（Dynamic Range Recovery System）這樣的單端動態範圍擴展器，可以減少舊錄音中的各種噪音。
- 雙端系統 （页面存档备份，存于）（Dual-Ended Noise Reduction System）（如：Dolby降噪系統或dbx）

雙端系統會透過同時分析訊號的來源端，以及接收端兩方向的訊號，進行降噪的處理。系統首先會取得來源端的噪音，做為參考訊號並建立模型，描述此噪音的統計與頻譜特性。接著，系統會使用這些參考信號對收端進行降噪處理，以此改善信號的清晰度及其品質。

### 影像雜訊
無論是傳統底片相機，或是數位相機拍攝出來的照片，都會有噪音（或稱雜訊）的存在，而雜訊有許多不同的來源。雜訊會影響觀感問題，為了美觀，或後續進入市場、運用在電腦視覺的領域，都會需要降低雜訊。以下分別介紹雜訊種類與降噪方式。

#### 常見雜訊種類
- 椒鹽雜訊（Salt and pepper noise）

椒鹽雜訊，圖像中會有隨機出現的白點和黑點，故稱之。也稱為脈衝雜訊，是影像中常見的一種噪音類型。椒鹽雜訊的成因可能是影像訊號受到突如其來的強烈干擾而產生、模數轉換器或位元傳輸錯誤等。常用的去除這種雜訊的有效手段為中值濾波器、偽中值濾波器與異常檢測。
- 高斯雜訊（Gaussian noise）

高斯雜訊，其雜訊的機率密度函數與常態分布（高斯分布）相同，故稱之。在圖像中，每個像素值有機率偏離原本的值，偏離的部分稱為失真。此時建立一個直方圖，以發生的頻率為橫軸、像素值失真的量為縱軸，會呈現出雜訊的分布狀態，若相似於常態分布，便稱之為高斯雜訊。
由於中心極限定理指出，多次實驗結果，或說不同雜訊的總和，皆會趨近於高斯分布，因此以高斯雜訊作為模型是很不錯的選擇。
- 高感光度雜訊（High ISO noise）

人類的感光又分為明度以及色度。高感光度雜訊，也分為明度雜訊（Luminance Noise）和色彩雜訊（Chroma Noise）。明度雜訊通常是圖像中的灰階雜質，讓圖像看起來不構平滑；而色彩雜訊則是指圖像中純色部份，出現雜色的情況，通常是紅色或綠色的雜訊。

#### 常見雜訊抑制方式
- 高感光度雜訊抑制

在真實世界中的影像，主要是亮度（明度；Luminance）的變化主導空間頻率中的細節資訊，色調變化（色度；Chroma）影響較少。因此，在降低明度雜訊時，相對於色彩雜訊的降噪，可能會更容易損失細節。
此外，大多數人認為，色彩雜訊在影像中造成的不適感遠大於明度雜訊；與顆粒狀的明度雜訊相比，色彩雜訊會產生數位感與不自然感。因此，大多數降噪演算法會將圖像細節分為色度和明度組件，並對色度進行更多的降噪處理。
- 線性平滑濾波器

濾波器是十分常見的影像降噪方式，如：低通濾波器與平滑濾波器。降噪中會使用濾波器作為遮罩（mask），將圖片與遮罩做卷積 運算（convolution），便能除去雜訊。舉例來說，高斯遮罩便是由高斯函數所組成，與每一個像素進行卷積，使每個像素的值與鄰近像素的值接近，藉此達到平滑濾波的效果。
然而，由於多數平滑濾波器是取自身與附近鄰居的平均值，作為本身像素的值，因此往往會使圖像變得模糊，也因此線性濾波器在實際降噪上很少使用，但仍能為非線性濾波器的基礎。
- 非線性濾波器

非線性濾波器基於線性濾波器的基礎，針對特殊情況進行改善與調整，適當設計過後可以良好保留圖形細節，以下以中值濾波器作為例子。
中值濾波器為非線性的數位濾波器，其作法是將遮罩包含的數據，由小至大排列並取出中位數，以中位數取代中心數據。若今天雜訊的中心數值遠大於鄰近像素（如：數值差異大的點狀雜訊），因為數值差距太大，取均值時會把雜訊帶入真實數值中，所以線性平滑濾波器的效果會變得很差。這時改使用中值濾波器降噪，則可改善。
- 小波降噪

小波降噪為建立在小波轉換 多解析基礎上的方法，傳統降噪方式是假定信號與噪音在不同的頻帶進行分析，然而，實際上噪音的頻率往往分布在整個頻率軸上。小波轉換有去除信號相關性以及集中信號能量的功能，因此，小波轉換能夠將信號集中到某些頻帶，再給予其他頻帶的小波係數較小的權重，以此達到降噪的功能。其中，又以小波閾值去噪最為常用。
小波閾值降噪會先設置一個臨界閾值，若小波係數小於閾值，責任為此係數來自噪音；若大於閾值，則認定此係數來自信號。保留係數，然後再利用處理後的小波係數，重新還原出去除雜訊後的影像。相比以往的其他降噪方法，小波變換在低信雜比情況下的降噪效果較好，降噪後的信號識別率較高，同時小波降噪方法對時變信號和突變信號的降噪效果尤其明顯。

## 相關參見
- 濾波器
- 訊號處理
- 訊號雜訊比

音訊
- 抗噪耳機
- 主動降噪

影像
- 雜點
- 影像降噪
- 多媒體雜訊